# Johan Pieter Farret
Johan Pieter Farret, né le 26 juillet 1744 à Amsterdam et mort dans cette ville le 28 avril 1822, est un homme politique néerlandais.

## Biographie
Farrer est un avocat d'Amsterdam lorsqu'il participe aux événements révolutionnaires des années 1780. En mai 1787, il devient membre du conseil de défense d'Amsterdam mais doit quitter cette fonction à la suite de la répression orangiste de septembre 1787.
Après la proclamation de la République batave, Farret rentre au comité juridique puis à la municipalité d'Amsterdam. Il en est élu député à la première assemblée nationale batave en février 1796 et intègre le comité constitutionnel. Fédéraliste modéré, il n'est pas réélu lors du renouvellement de l'assemblée, à la suite du rejet par référendum du projet de constitution le 8 août 1797.
Le 31 octobre 1801, Farret entre à nouveau au conseil municipal d'Amsterdam et devient adjoint du bourgmestre (wethouder) entre 1803 et 1804. En 1811, il devient juge au tribunal de première instance d'Amsterdam.